# Meilenstein (Zeitz)

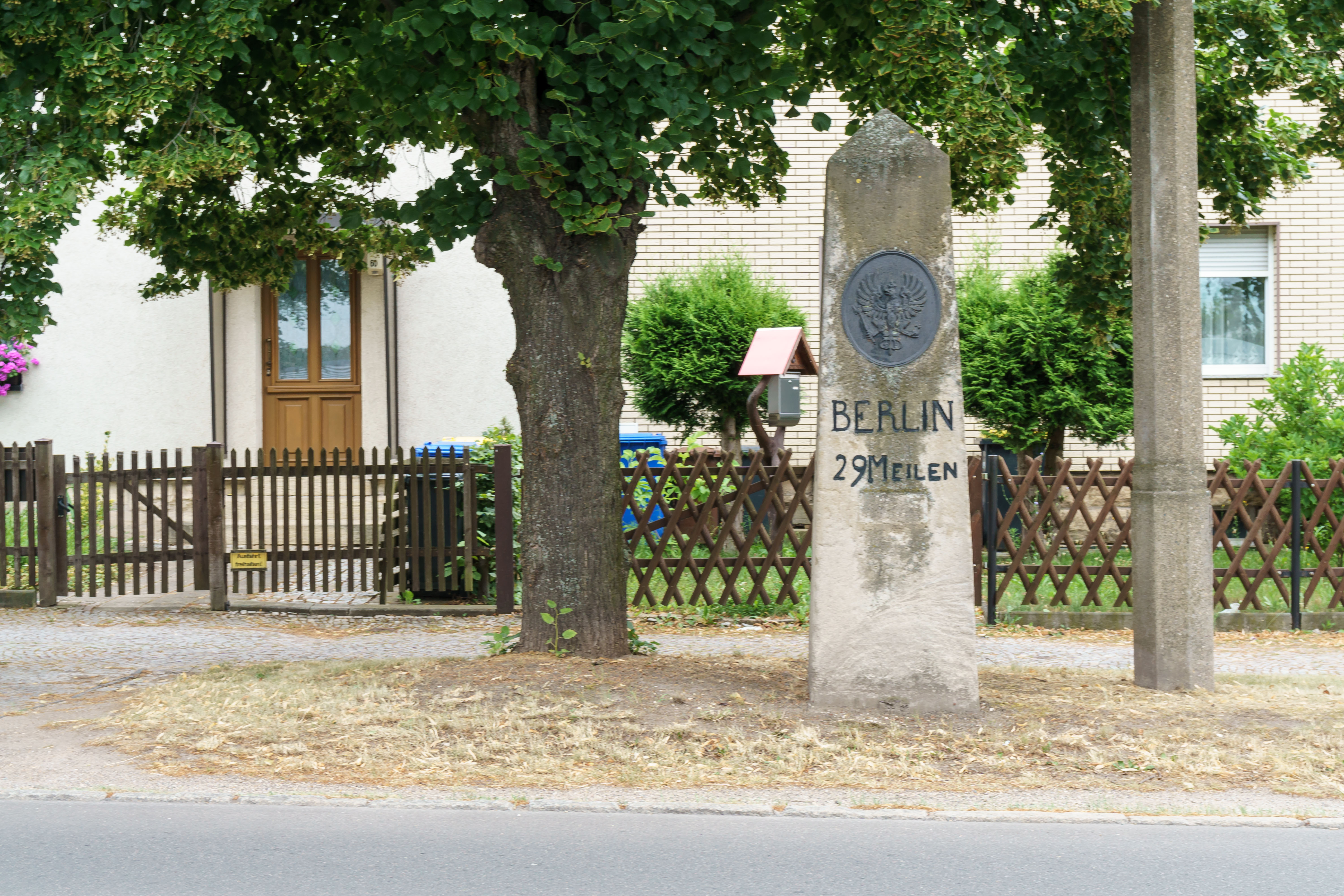
Preußischer Ganzmeilenobelisk in Zeitz

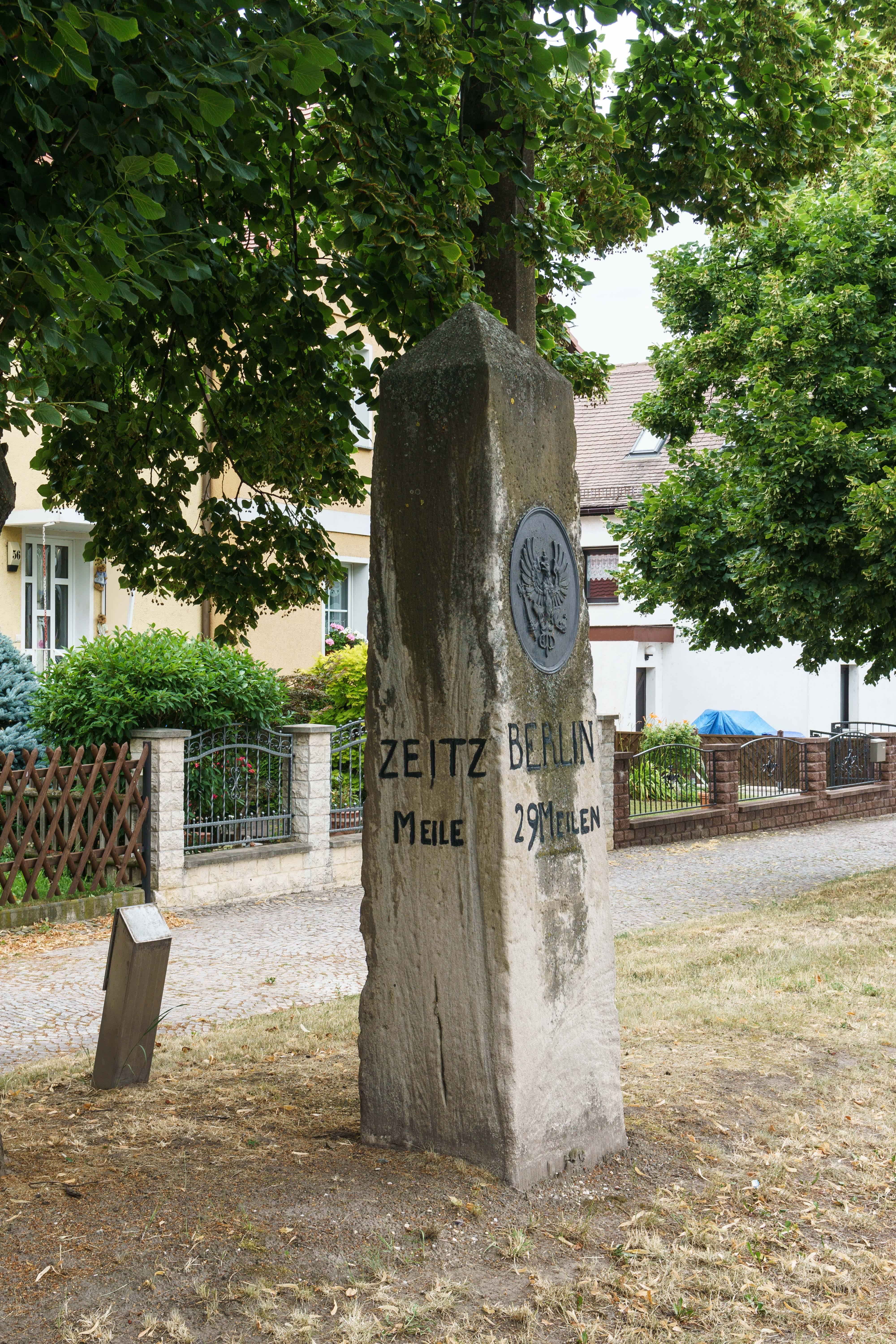
Preußischer Ganzmeilenobelisk in Zeitz

Der Meilenstein in Zeitz ist ein denkmalgeschütztes Kleindenkmal im Burgenlandkreis in Sachsen-Anhalt.
An der Friedensstraße südwestlich des Stadtzentrums von Zeitz befindet sich ein Ganzmeilenstein, an dem neben Berlin 29 Meilen und Weißenfels 2_ Meilen auch Zeitz Meile als Aufschrift steht. Während die erste Inschrift anzeigt, dass der Meilenstein zur Chaussee von Berlin über Halle (Saale) nach Giebelroth an der thüringischen Grenze gehört, besagt die zweite, dass die nächstgelegene Stadt Weißenfels mehr als zwei Meilen, also mehr als 15 Kilometer, entfernt ist. Der Bruch, der hinter der Zahl stand, ist auf alten Bildern noch zu sehen und kann als 1/2 rekonstruiert werden.
Die dritte Inschrift erklärt sich daraus, dass die Ganzmeilenobelisken heute nicht mehr auf ihrem historischen Standort stehen, sondern allesamt um 2,8 Kilometer verrückt wurden, als man statt dem Dönhoffplatz in Berlin den Markt von Weißenfels zum neuen Nullpunkt für diesen Streckenabschnitt festlegte. Ob bei Zeitz eine Meilenangabe stand, konnte bisher nicht ermittelt werden, es ist aber denkbar, dass auf diese verzichtet wurde, weil er ursprünglich nahe der Stadtgrenze stand. Das Wort Meile deutet zwar darauf hin, dass es eine Angabe gab, am vorherigen Ganzmeilenstein in Theißen findet sich aber die Angabe Zeitz 1 Meile, so dass hier eigentlich keine Meilenangabe stehen konnte, außer sie suchte sich einen anderen Bezugspunkt in Zeitz als die übrigen Steine.
Im Denkmalverzeichnis ist der Distanzanzeiger, der sich in der Friedensstraße (Höhe Michaelpark) befindet, mit der Erfassungsnummer 094 66109 als Kleindenkmal eingetragen. Im Jahr 2003 wurde die Inschrift nachgezogen. Nicht geklärt ist, ob die Sitzbänke verschwunden oder aber im Erdreich versunken sind.